# لون تری کورنرز، ایلینوی
لون تری کورنرز (به انگلیسی: Lone Tree Corners) یک منطقهٔ مسکونی در ایالات متحده آمریکا است که در شهرستان بورو، ایلینوی واقع شده‌است. لون تری کورنرز ۲۱۳٫۹۷ متر بالاتر از سطح دریا واقع شده‌است.